# Голод у Росії (1891—1892)

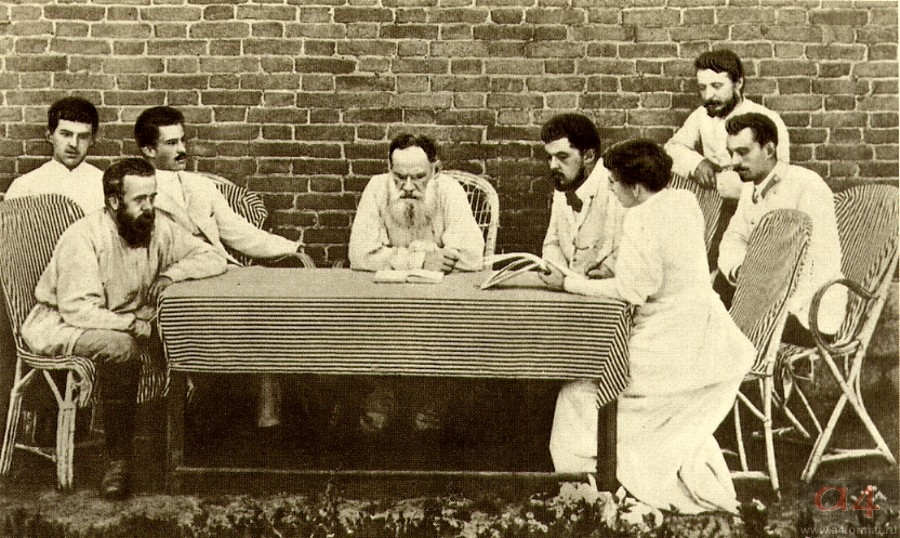
Л. М. Толстой і його помічники складають списки селян, які потребують допомоги. Зліва направо: П. І. Бірюков, Г. І. Раєвський, П. І. Раєвський, Л. М. Толстой, І. І. Раєвський, А. М. Новиков, О. В. Цингер, Т. Л. Толстая. Село Бегічівка Рязанської губернії. Фотографія П. Ф. Самаріна, 1892 рік

Голод у Росії 1891—1892 років — економічна й епідемічна криза, що охопила восени 1891 — влітку 1892 року основну частину Чорнозем'я і Середнього Надволжя (17 губерній з населенням 36 мільйонів осіб).

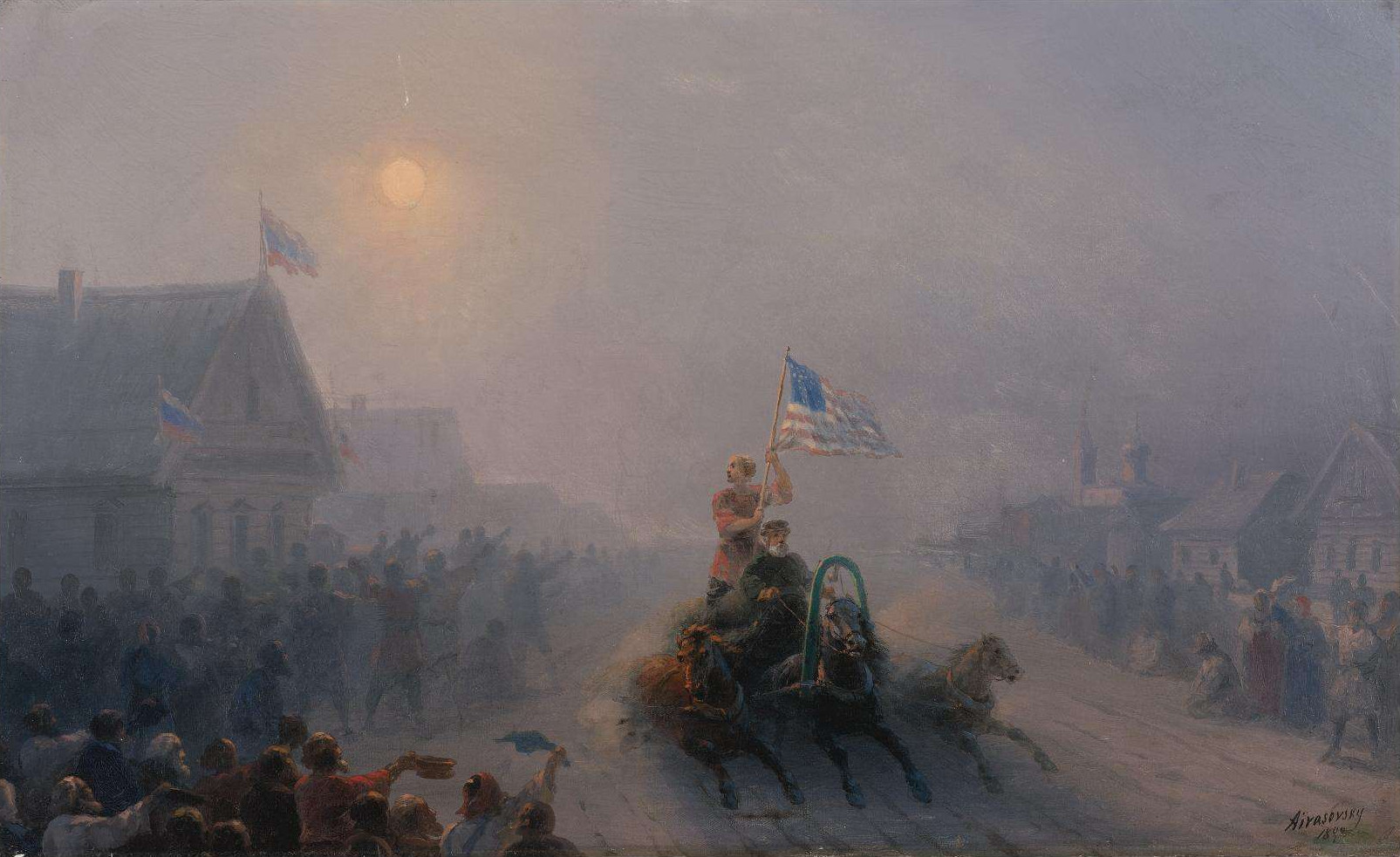
Іван Айвазовський. Роздача продовольства. 1892 рік

Безпосередньою причиною кризи був надзвичайно сильний неврожай у цій зоні в 1891 році, який уразив саме ті місцевості, де значна частина селянських господарств була економічно слабкою. Запаси зерна в державно-громадській системі продовольчої допомоги, призначеної для ліквідації подібних криз, на момент неврожаю практично були відсутні. Ціни на їжу повсюдно росли, а попит і ціни на працю селян у зоні неврожаю — падали. Істотна частина населення таким чином не мала ні зерна поточного врожаю, ні запасів від попередніх урожаїв, що дозволяли б дожити до наступного врожаю, ні можливості знайти роботу і жити на заробітну плату. Унаслідок цього з'явилася реальна небезпека масового голоду й краху сільського господарства, яка вимагала організації державної допомоги голодуючим.
Допомога голодуючим надавалася у формі продовольчої позики збіжжям. Держава централізовано фінансував закупівлі збіжжя, які здійснювалися губернськими земствами; зерно потім позичати сільським товариствам, які, в свою чергу, видавали його в позику нужденним. Правила видачі позик і їх розміри були жорстко регламентовані, а списки одержувачів допомоги перевірялися чиновниками і земськими службовцями. Стандартний розмір позики становив 12,3 кг зерна в місяць на людину. Крім продовольчої позики, селяни отримували також позику на засів полів. Максимальна кількість одержувачів позик в найбільш голодні весняні місяці 1892 року становила 11,85 млн осіб. Загальний розмір позик становив 1,48 млн тонн зерна, а загальні витрати держави на всі види допомоги перевищили 160 млн рублів (7,2 % від витрат бюджету за 1891—1892 роки сумарно). Кампанія із закупівлі зерна була організована земствами невдало, закупівлі проводилися хаотично і привели до надмірного росту цін. Перевезення величезних кількостей зерна в незвичайний час і в незвичайних напрямках призвела до дезорганізації роботи залізниць. Держава також зробила для боротьби з голодом низку адміністративних заходів, найголовнішими з яких були заборона на експорт збіжжя і пільговий залізничний тариф для продовольчої допомоги.
Нестача харчування в ураженій неврожаєм зоні посилилилася епідемічною кризою, яка складалася з двох фаз. Для першої фази (зима 1891—1892 років) були типові ендемічні інфекції, перш за все тиф. Збільшення пересувань (в пошуках роботи) і систематичне недоїдання великої частини населення стали причиною того, що і захворюваність, і смертність від інфекцій помітно зросли. У другій фазі (літо 1892 року) до зони голоду прийшла пандемія холери. Пік смертності від холери припав на липень і серпень, тобто на момент, коли власне голод вже закінчився. Загальне збільшення смертності в зоні неврожаю в 1891—1892 роках склало близько 400 тис. осіб. Розділити вплив власне голоду і інфекцій не видається можливим; за деякими оцінками, смертей виключно від голоду (аліментарна дистрофія) практично не було.
Страждання голодуючих викликали велике співчуття у освіченій частини суспільства, в село ринув потік інтелігентних добровольців, які прагнули організувати допомогу селянам. Держава, намагаючись контролювати цей процес, організувала систему офіційних благодійних установ і спробувала налагодити співпрацю з добровольцями, залучаючи їх до складання і перевірки списків отримувачів допомоги. Найбільш ефективною формою громадської допомоги селянам виявилися благодійні їдальні.
Дії уряду з організації допомоги постраждалим від голоду були сприйняті громадською думкою критично. На думку як сучасників, так і істориків, голод послужив початковою точкою в розвитку конфлікту між самодержавною владою і громадськістю.